# Syllepte paucilinealis
Syllepte paucilinealis is een vlinder uit de familie van de grasmotten (Crambidae). De wetenschappelijke naam van deze soort is voor het eerst voorgesteld als Botys paucilinealis door Pieter Snellen in een publicatie uit 1880.
De soort komt voor in Indonesië (Sulawesi).